# Trianon (motorfiets)
Trianon is een historisch merk van motorfietsen.
De bedrijfsnaam was"Trianon Fahrrad- und Motorrad-Werke, H. Wittler jun., Herford (1922-1926).
Trianon was een Duits merk dat eenvoudige machines met eigen 232cc-tweetaktmotoren maakte. Mogelijk een (familie-) relatie met het merk Wittler.